# Папска схизма
Папска схизма е разкол в католическата църква продължил от 1378 до 1417 година. Наричана е и Западната схизма, както и Великата схизма, но под последното име се разбира също и разколът между западното и източното християнство или т.н. Източно-западна схизма, затова Папската схизма е конкретизирана, като Великата западна схизма. Тя е своеобразно продължение на т.нар. Авиньонско папство (периодът от 1309 до 1377 г., в който седалището на папите е преместено от Рим във френския град Авиньон и няма папа в Италия, а само във Франция).

## Начало на схизмата
След смъртта на папа Григорий XI, първият папа отново резидиращ в Рим, изборите за негов наследник се провеждат в много напрегната атмосфера. Болшинството кардинали са французи и настояват за повторно установяване на понтифексите във Франция, но италианските кардинали, подкрепяни от италианският народ искат местен папа и оставането му в Рим.
На 8 април 1378 г., тълпата превзема двора на сградата, където кардиналите заседават и ги заплашва със саморазправа, ако не изберат за папа италианец. Поддавайки се на това, те отначало избират архиепископа на Бари, който приема името Урбан VI, но по-късно част от тях се отмята от решението, подчертавайки насилствения път, по който се е стигнало до него. Напусналите Рим френски кардинали, към които се присъединяват 4 италианци и 1 испанец публикуват изявление, с което обявяват избора за недействителен и предлагат на папата да абдикира. Той не се отказва от поста и създава собствена кардиналска колегия, но те обявяват за папа свой кандидат, под името Климент VII. Той и наследникът му Бенедикт XIII заседават в Авиньон.
Сега се счита, че Урбан VI е бил законният папа и така е и с наследниците му, а Климент VII и неговите приемници са били антипапи, но в тяхно време всеки е имал привърженици смятащи, че другият е узурпаторът. На страната на различните предполагаеми папи застават и различни държави с основно католическото вероизповедание на поданиците си. За Урбан VI и последвалите го са тези от териториите на Германия, Италия, Полша, Скандинавия, а Климент VII и наследника му поддържат онези от Франция, Испания, Португалия.

## Пизански папи
Обстановката се усложнява след провеждането на замисления като помирителен Пизански събор (закрит на 7 август 1409 г.). На 25 март 1409 г. под натиска на френския крал и другите европейски монарси в Пиза, Италия се свиква събор, на който не идват нито авиньонският папа Бенедикт XIII, нито римският му съперник Григорий XII, въпреки че са определени за съвместни негови председатели. Вместо тях го ръководи един от явилите се кардинали, който е определен от събралите се за нов папа, под името Александър V. Той остава в града и дава клетва да проведе църковна реформа с цел ограничаване на папския произвол и да регулира свикването на съборите, като средство за контрол над папите. През 1410 г. е убит - вероятно от своя наследник, бивш пират на име Балдасаре Косса (Балтазар Коса), който се обявява за папа под името Йоан XXIII.

## Констанцки събор
През 1414 г. се свиква църковен събор в малкия немски град Констанц за преустройване управлението на Църквата. През 1417 г. съборът в Констанц сваля всички текущи претенденти и поставя за папа италианския аристократ Одоне Колона, който приема името Мартин V, с което Папската схизма е ликвидирана, а Папството се завръща трайно в Рим. Съборът приключва на 22 април 1418 г.